# Barra do Jacaré
Barra do Jacaré là một đô thị thuộc bang Paraná, Brasil. Đô thị này có diện tích 115,592 km², dân số năm 2007 là 2850 người, mật độ 24,7 người/km².